# HMS Ark Royal (1914)
La HMS Ark Royal, seconda nave da guerra britannica a portare questo nome, è stata la prima nave della Royal Navy ad essere completata come nave appoggio idrovolanti. Venne rinominata HMS Pegasus nel 1934.
La Royal Navy nel 1913 stava già utilizzando come nave appoggio idrovolanti la Hermes, un incrociatore modificato appositamente. La necessità di disporre di una seconda nave portò all'acquisto nell'estate dello stesso anno di una nave mercantile in costruzione nei cantieri navali di Blyth al costo di 81.000 sterline. Questa venne convertita in nave appoggio idrovolanti mentre si trovava ancora in costruzione e battezzata HMS Ark Royal. Anche se non fu la prima nave in assoluto a servire come base per idrovolanti, fu la prima ad entrare in servizio con questo scopo specifico.

## Progetto
Per convertire la nave mercantile secondo le necessità della marina vennero effettuate importanti modifiche. Le caldaie vennero spostate verso poppa mentre a prua venne lasciato un ampio spazio per un ponte di lavoro. Il ponte non venne inizialmente concepito come ponte di decollo, ma solo per la preparazione meccanica dei velivoli e per il recupero degli stessi dopo l'ammaraggio. La nave venne equipaggiata con un'ampia stiva per gli aerei lunga 46 metri, larga 14 e alta 4,6. Due gru a vapore da 3 tonnellate avevano in compito di spostare gli aerei dalla stiva sul ponte o in acqua.
La capacità di carico era di 5 idrovolanti e 2 normali aerei con ruote. Questi ultimi dopo il volo dovevano dirigersi a terra per essere recuperati mentre gli idrovolanti dopo essere ammarati venivano recuperati con le gru. Gli apparecchi utilizzati in origine erano due Sopwith Type 807, due Wright Pushers, uno Short 135 e due Sopwith Schneider con necessità di atterraggio sulla terraferma. Una caratteristica unica della nave era una vela, necessaria per mantenere la prua orientata verso il vento per la partenza dei velivoli: nessuna altra portaerei venne equipaggiata in questo modo.

## Servizio
La Ark Royal venne trasferita nei Dardanelli il 1º febbraio 1915 e fornì supporto agli sbarchi alleati in zona fino al maggio seguente. I suoi aerei agirono da ricognitori durante l'inizio del bombardamento delle postazioni di terra turche. Nel gennaio 1918, due Sopwith Baby lanciati dalla nave tentarono di bombardare l'incrociatore da battaglia tedesco Goeben.
Dopo la fine del conflitto servì nel Mar Nero, trasportando aerei a Batumi in appoggio alle armate bianche in Russia durante la guerra civile. Partecipò anche alle operazioni in Somalia contro Mohammed Abdullah Hassan. Nel 1920 partecipò alla ritirata delle truppe Bianche dalla Crimea, tornando quindi in patria dove venne trasferita in riserva per entrare poi in cantiere a Rosyth.
Tornò in servizio nel settembre 1922 per trasportare aerei nel Mediterraneo durante la Crisi di Çanakkale, prima di entrare nuovamente in cantiere a Malta nell'aprile 1924. Nel dicembre 1924 venne ribattezzata HMS Pegasus per liberare il nome per una nuova portaerei di cui si stava iniziando la costruzione.
La Pegasus venne convertita in "nave catapulta" nel 1940 servendo in teatri minori durante la seconda guerra mondiale. Venne venduta nel dicembre 1946 per essere trasformata in un mercantile con il nome di Anita I ma nell'ottobre 1950 venne demolita a Grays dopo l'interruzione dei lavori.